# 자연의 철학자들
《자연의 철학자들》은 KBS 1TV에서 매주 금요일 저녁 7시 40분에 방송되는 시사교양 프로그램이다.

## 기획 의도
도시를 벗어나 삶이 자연이고 자연이 삶이 된 프로그램

## 방송 일정
| 방송 채널 | 방송일                            | 방송 시간                            | 비고 |
| --------- | --------------------------------- | ------------------------------------ | ---- |
| KBS 1TV   | 2021년 12월 3일 ~ 2022년 1월 14일 | 매주 금요일 저녁 7시 40분 ~ 8시 30분 |      |
| KBS 1TV   | 2022년 4월 29일 ~ 2023년 6월 30일 | 매주 금요일 저녁 7시 40분 ~ 8시 30분 |      |

## 역대 진행자
- 강석우
- 이계진

## 에피소드 목록

### 2021년
| 회차 | 방송일    | 서브 타이틀         | 비고 |
| ---- | --------- | ------------------- | ---- |
| 1회  | 12월 3일  | 너는 꽃이다         |      |
| 2회  | 12월 10일 | 부부의 뜰           |      |
| 3회  | 12월 17일 | 새처럼 살고 싶어라  |      |
| 4회  | 12월 24일 | 행복하냐고 묻는다면 |      |
| 5회  | 12월 31일 | 아버지의 숲         |      |

### 2022년
| 회차 | 방송일    | 서브 타이틀                        | 비고 |
| ---- | --------- | ---------------------------------- | ---- |
| 6회  | 1월 7일   | 구름처럼 바람처럼                  |      |
| 7회  | 1월 14일  | 오늘도 별일 없이 산다              |      |
| 8회  | 4월 29일  | 네 숨만큼 만해라                   |      |
| 9회  | 5월 6일   | 어머니의 숲을 그리다               |      |
| 10회 | 5월 27일  | 이계진의 끽다끽반                  |      |
| 11회 | 6월 3일   | 괜찮아, 꽃이 있잖아                |      |
| 12회 | 6월 10일  | 덜어내기 편안하네                  |      |
| 13회 | 6월 17일  | 마음 농사가 으뜸이라               |      |
| 14회 | 6월 24일  | 야생에서 살련다                    |      |
| 15회 | 7월 1일   | 오늘도 유우자적                    |      |
| 16회 | 7월 8일   | 오늘도 나는 걷는다                 |      |
| 17회 | 7월 15일  | 나의 비밀정원                      |      |
| 18회 | 7월 22일  | 밤 값 했는가                       |      |
| 19회 | 7월 29일  | 내 마음에 꽃이 피었습니다          |      |
| 20회 | 8월 5일   | 소설가 한승원, 반양반음의 풀들처럼 |      |
| 21회 | 8월 12일  | 우리는 숲처럼 산다                 |      |
| 22회 | 8월 19일  | 잡초와 함께 산다                   |      |
| 23회 | 8월 26일  | 자연에 스며들다                    |      |
| 24회 | 9월 2일   | 호미를 씻고, 기다림                |      |
| 25회 | 9월 16일  | 어머니를 위한 쉼터                 |      |
| 26회 | 9월 23일  | 베르나르도 신부의 농사 삼매경      |      |
| 27회 | 9월 30일  | 안분지족, 흙에서 배우다            |      |
| 28회 | 10월 7일  | 당신 꽃은 어디쯤 피었나요          |      |
| 29회 | 10월 14일 | 어느 날 땅이 말을 걸어왔다         |      |
| 30회 | 10월 21일 | 지금 이대로가 좋소                 |      |
| 31회 | 10월 28일 | 한 조각 자연이어라                 |      |
| 32회 | 11월 4일  | 나래실에선 늙지 않는다             |      |
| 33회 | 11월 11일 | 내안에 야생이 숨쉰다               |      |
| 34회 | 11월 18일 | 말, 통하는 사이                    |      |
| 35회 | 11월 25일 | 빈지게처럼 허허롭게                |      |
| 36회 | 12월 2일  | 그 숲에 현자가 산다                |      |
| 37회 | 12월 9일  | 자유롭게, 자연을 빚다              |      |
| 38회 | 12월 16일 | 언제나 새로운 날                   |      |
| 39회 | 12월 23일 | 오늘도 높배를 젖는다               |      |
| 40회 | 12월 30일 | 하늘을 지붕삼아                    |      |

### 2023년
| 회차 | 방송일   | 서브 타이틀                  | 비고 |
| ---- | -------- | ---------------------------- | ---- |
| 41회 | 1월 6일  | 나는 은하수를 만나러 간다    |      |
| 42회 | 1월 13일 | 도시숲, 멈춰 서면            |      |
| 43회 | 1월 27일 | 바람이 우리를 데려다 주리라  |      |
| 44회 | 2월 3일  | 옛길을 걷다 보면             |      |
| 45회 | 2월 10일 | 벌랏의 햇살처럼 아람처럼     |      |
| 46회 | 2월 17일 | 곰배령, 눈꽃 내리면          |      |
| 47회 | 2월 24일 | 지리산에 깃들다              |      |
| 48회 | 3월 10일 | 매화차 한잔하고 가시게       |      |
| 49회 | 3월 17일 | 나는 별나라에서 산다         |      |
| 50회 | 3월 24일 | 동백꽃 당신을 보듯 나를 보듯 |      |
| 51회 | 4월 7일  | 새와 함께 춤을               |      |
| 52회 | 4월 14일 | 꽃이 아닌, 홑씨라도 좋다     |      |
| 53회 | 4월 21일 | 오늘, 맑고 향기롭게          |      |
| 54회 | 4월 28일 | 산과들의 선물                |      |
| 55회 | 5월 5일  | 울엄마 맹순 씨의 새들처럼    |      |
| 56회 | 5월 12일 | 못난 돌도 꽃이어라           |      |
| 57회 | 5월 19일 | 농사는 예술이다              |      |
| 58회 | 5월 26일 | 그물에 걸리지 않는 바람처럼  |      |
| 59회 | 6월 2일  | 나는 도시에서 농부로 산다    |      |
| 60회 | 6월 9일  | 나비처럼 나벌레라            |      |
| 61회 | 6월 16일 | 숲에서 살아가리라            |      |
| 62회 | 6월 23일 | 나하나 밀알이 되어           |      |
| 63회 | 6월 30일 | 꽃처럼 살 수 있다면          |      |

## 지역 방송 자회사 프로그램
다음 프로그램은 매주 금요일 저녁 7시 40분에 자체적으로 방송한다.
| 지역방송 | 지역                        | 프로그램                     |
| -------- | --------------------------- | ---------------------------- |
| KBS춘천  | 강원특별자치도              | 아마도 마지막 존재           |
| KBS대전  | 대전광역시                  | KBS생생토론                  |
| KBS대전  | 충청남도                    | KBS생생토론                  |
| KBS대전  | 세종특별자치시              | KBS생생토론                  |
| KBS청주  | 충청북도                    | 무대를 빌려드립니다          |
| KBS부산  | 부산광역시, 경상남도 양산시 | K-토크 부산                  |
| KBS울산  | 울산광역시                  | 남희석의 울산시대            |
| KBS대구  | 대구광역시, 경상북도        | 쉬어가도 괜찮아 마이크로여행 |
| KBS대구  | 대구광역시, 경상북도        | 지역의 사생활                |
| KBS창원  | 경상남도(양산시 제외)       | 토론경남                     |
| KBS광주  | 광주광역시, 전라남도        | 별별다방                     |
| KBS전주  | 전라북도                    | 우리집 금 송아지             |
| KBS제주  | 제주특별자치도              | 콘텐츠 안테나(콘테나)        |